# Sztárban sztár leszek! (harmadik évad)
A Sztárban sztár leszek! című zenés tehetségkutató harmadik évada 2022. szeptember 4-én vette kezdetét a TV2-n. 2021. november 14-én, a Sztárban sztár leszek! második évadának elődöntőjében jelentette be a műsorvezető, Till Attila, hogy 2022-ben elindul a műsor harmadik évada, ugyanitt jelent meg az első felhívás a jelentkezésre.
A műsorvezető ebben az évadban is Till Attila volt. A mesterek változatlanul Pápai Joci, Tóth Gabi, Köllő Babett és Majoros Péter „Majka” voltak, utóbbi kettőnek ez volt a második évada ebben a pozícióban.
Az évad minden eddiginél hosszabb, 16 részes volt, vasárnaponként sugározta a TV2, kivéve a középdöntőt, amely szombaton és vasárnap volt látható. A döntőre 2022. december 11-én került sor.

## Adások felvételről

### Válogatók
A harmadik évad forgatása 2022. június 6-án kezdődött. A válogatón elég volt egy zsűritag IGEN szavazata is, ebben az esetben az ő csapatába került az adott versenyző. Ha a versenyzőt kettő vagy több zsűritagtól kapott IGEN szavazatot, akkor el kellett dönteniük a zsűritagoknak, hogy ki legyen az adott versenyző mestere. A szereplőválogatás végén a mestereknek el kellett dönteniük, hogy kiket visznek magukkal a középdöntőbe.
Az alábbi versenyzők kaptak legalább egy igent valamelyik mestertől a válogatók során:
| 1. válogató (szeptember 4.) - Szabó István - Engel-Iván Lili - Varga Koppány - Dobó Enikő - Gyarmati Jázmin - Kovács Erika - László Attila - Kiss Emília - Csubakka - Kökény Dániel | 2. válogató (szeptember 11.) - Markó-Valentyik Anna - Patai Ambrus - Gúth Emília - Fica Johanna - Ádám Botond - Major Zeusz - Koreh Evelin - Krausz Gergő - Jósa Tamás - Sziklai Mária - Kaly Roland - Solymosi Benjámin - Yulaysi Miranda Ferrer | 3. válogató (szeptember 18.) - Gőghová Tímea - Tóth Napsugár - Sztojka Vanessza - Aradi Zsolt - Kovács Kristóf - Szirtes Dávid | 4. válogató (szeptember 25.) - Pálinkás Ildikó - Piltman Anna - Horváth Szilvia - Bottka Dominik - Juranics Szabina - Károlyi Róbert - Gadó Anita - Kovács Gábor - Tomori Martina - Molnár Sándor - Bari László |

### Középdöntők
A középdöntőben 3 széket helyeztek el a színpad szélén. A meghallgatás csapatonként zajlott és csak az adott versenyző mestere dönthetett arról, hogy továbbjutatja-e, tehát leülteti-e a versenyzőt vagy sem. A leültetés nem jelentett automatikus továbbjutást, ugyanis ha minden szék foglalt volt és az adott mester újabb versenyzőt ültetett le, akkor ehhez valakit fel kellett állítania. Minden mesternek 3–3 versenyzője, összesen 12 versenyző juthatott az élő show-ba. Amennyiben az egyik mester igazságtalannak tartotta a felállítást, a versenyzőt "ellophatta", aki ezáltal annak a mesternek a csapatába került. A mesterek akár vissza is hívhatták elküldött versenyzőiket, bár ekkor fel kellett állítaniuk egy másik leültetett versenyzőjüket. A középdöntő 2022. október 1-jén és 2-án került adásba.

#### 1. középdöntő (október 1.)
A középdöntő első részében Köllő Babett és Majka alakította ki csapatát.
| #                    | Előadó                 | Dal                          | Eredeti előadó             | Eredmény                       | Székeken helyet foglaló versenyzők | Székeken helyet foglaló versenyzők | Székeken helyet foglaló versenyzők |
| #                    | Előadó                 | Dal                          | Eredeti előadó             | Eredmény                       | 1. szék                            | 2. szék                            | 3. szék                            |
| Köllő Babett csapata | Köllő Babett csapata   | Köllő Babett csapata         | Köllő Babett csapata       | Köllő Babett csapata           | Köllő Babett csapata               | Köllő Babett csapata               | Köllő Babett csapata               |
| -------------------- | ---------------------- | ---------------------------- | -------------------------- | ------------------------------ | ---------------------------------- | ---------------------------------- | ---------------------------------- |
| 1                    | Engel-Iván Lili        | Girlfriend                   | Avril Lavigne              | Szék → Ellopták → Kiesett      | üres                               | üres                               | Engel-Iván Lili                    |
| 2                    | Sztojka Vanessza       | Only Girl (In the World)     | Rihanna                    | Szék → Kiesett                 | Sztojka Vanessza                   | üres                               | Engel-Iván Lili                    |
| 3                    | Istenes Márkó          | Fallin' (Adrenaline)         | Zach Herron (Why Don't We) | Szék → Kiesett                 | Sztojka Vanessza                   | Istenes Márkó                      | Engel-Iván Lili                    |
| 4                    | Molnár Sándor          | Rise Like a Phoenix          | Conchita Wurst             | Szék → Továbbjutott            | Sztojka Vanessza                   | Molnár Sándor                      | Engel-Iván Lili                    |
| 5                    | Fedor Kyra             | Treasure / Runaway Baby      | Bruno Mars                 | Szék → Ellopták → Kiesett      | Fedor Kyra                         | Molnár Sándor                      | Engel-Iván Lili                    |
| 6                    | Károlyi Róbert         | Break Ya Neck                | Busta Rhymes               | Kiesett                        | Fedor Kyra                         | Molnár Sándor                      | Engel-Iván Lili                    |
| 7                    | Piltman Anna           | In the Name of Love          | Bebe Rexha                 | Szék → Továbbjutott            | Fedor Kyra                         | Molnár Sándor                      | Piltman Anna                       |
| 8                    | Kiss Emília            | Jai Ho! (You Are My Destiny) | Nicole Scherzinger         | Ellopták → Kiesett             | Fedor Kyra                         | Molnár Sándor                      | Piltman Anna                       |
| 9                    | Tóth Napsugár          | Always Remember Us This Way  | Lady Gaga                  | Szék → Továbbjutott            | Tóth Napsugár                      | Molnár Sándor                      | Piltman Anna                       |
| Majka csapata        |                        |                              |                            |                                |                                    |                                    |                                    |
| 1                    | Kovács Kristóf         | Apuveddmeg                   | Fluor Tomi (Wellhello)     | Szék → Kiesett                 | Engel-Iván Lili                    | Kovács Kristóf                     | üres                               |
| 2                    | Csubakka               | My Heart Will Go On          | Céline Dion                | Szék → Kiesett                 | Engel-Iván Lili                    | Kovács Kristóf                     | Csubakka                           |
| 3                    | Török-Újhelyi Tamás    | Never Gonna Give You Up      | Rick Astley                | Kiesett                        | Engel-Iván Lili                    | Kovács Kristóf                     | Csubakka                           |
| 4                    | Fica Johanna           | RamPamPam                    | Minelli                    | Kiesett                        | Engel-Iván Lili                    | Kovács Kristóf                     | Csubakka                           |
| 5                    | Pálfy Panna            | Toxic                        | Britney Spears             | Kiesett                        | Engel-Iván Lili                    | Kovács Kristóf                     | Csubakka                           |
| 6                    | Fazekas Béla           | Éget a nap                   | Marics Peti (VALMAR)       | Kiesett                        | Engel-Iván Lili                    | Kovács Kristóf                     | Csubakka                           |
| 7                    | László Attila          | Unchain My Heart             | Joe Cocker                 | Szék → Továbbjutott            | Engel-Iván Lili                    | Kovács Kristóf                     | László Attila                      |
| 8                    | Kovács Gábor           | Run It!                      | Chris Brown                | Szék → Kiesett                 | Engel-Iván Lili                    | Kovács Gábor                       | László Attila                      |
| 9                    | Bányai Noémi           | Dangerous Woman              | Ariana Grande              | Szék → Ellopták → Kiesett      | Engel-Iván Lili                    | Bányai Noémi                       | László Attila                      |
| 10                   | Kaly Roland            | Blame                        | John Newman                | Szék → Továbbjutott            | Engel-Iván Lili                    | Kaly Roland                        | László Attila                      |
| 11                   | Oláh Szandra           | Úgy fáj                      | Radics Gigi                | Szék → Ellopták → Továbbjutott | Oláh Szandra                       | Kaly Roland                        | László Attila                      |
| 12                   | Yulaysi Miranda Ferrer | Sax                          | Fleur East                 | Szék → Továbbjutott            | Yulaysi Miranda Ferrer             | Kaly Roland                        | László Attila                      |

#### 2. középdöntő (október 2.)
A középdöntő második részében Pápai Joci és Tóth Gabi alakította ki csapatát.
| #                  | Előadó            | Dal                             | Eredeti előadó                    | Eredmény                           | Székeken helyet foglaló versenyzők | Székeken helyet foglaló versenyzők | Székeken helyet foglaló versenyzők |
| #                  | Előadó            | Dal                             | Eredeti előadó                    | Eredmény                           | 1. szék                            | 2. szék                            | 3. szék                            |
| Tóth Gabi csapata  | Tóth Gabi csapata | Tóth Gabi csapata               | Tóth Gabi csapata                 | Tóth Gabi csapata                  | Tóth Gabi csapata                  | Tóth Gabi csapata                  | Tóth Gabi csapata                  |
| ------------------ | ----------------- | ------------------------------- | --------------------------------- | ---------------------------------- | ---------------------------------- | ---------------------------------- | ---------------------------------- |
| 1                  | Oláh Vivien       | Kings & Queens                  | Ava Max                           | Szék → Kiesett                     | Oláh Vivien                        | Oláh Szandra                       | Fedor Kyra                         |
| 2                  | Gúth Emilia       | Nem leszek a játékszered        | Kovács Kati                       | Kiesett                            | Oláh Vivien                        | Oláh Szandra                       | Fedor Kyra                         |
| 3                  | Mikes Zsüliett    | Last Friday Night (T.G.I.F.)    | Katy Perry                        | Kiesett                            | Oláh Vivien                        | Oláh Szandra                       | Fedor Kyra                         |
| 4                  | Major Zeusz       | Raggamoffin 2.                  | L.L. Junior                       | Kiesett                            | Oláh Vivien                        | Oláh Szandra                       | Fedor Kyra                         |
| 5                  | Gőghová Tímea     | Az Éj királynőjének áriája      | Miklósa Erika                     | Szék → Továbbjutott                | Oláh Vivien                        | Oláh Szandra                       | Gőghová Tímea                      |
| 6                  | Gadó Anita        | Survivor                        | Beyoncé Knowles (Destiny’s Child) | Ellopták → Kiesett                 | Oláh Vivien                        | Oláh Szandra                       | Gőghová Tímea                      |
| 7                  | Botka Dominik     | Thinking Out Loud               | Ed Sheeran                        | Kiesett                            | Oláh Vivien                        | Oláh Szandra                       | Gőghová Tímea                      |
| 8                  | Szirtes Dávid     | There's Nothing Holdin' Me Back | Shawn Mendes                      | Szék → Továbbjutott                | Szirtes Dávid                      | Oláh Szandra                       | Gőghová Tímea                      |
| 9                  | Jósa Tamás        | Let’s Get Rocked                | Joe Elliot (Def Leppard)          | Szék → Továbbjutott                | Szirtes Dávid                      | Jósa Tamás                         | Gőghová Tímea                      |
| Pápai Joci csapata |                   |                                 |                                   |                                    |                                    |                                    |                                    |
| 1                  | Ádám Botond       | American Idiot                  | Billie Joe Armstrong (Green Day)  | Szék → Kiesett                     | Ádám Botond                        | Oláh Szandra                       | Gadó Anita                         |
| 2                  | Tiba Ingrid       | Side to Side                    | Ariana Grande                     | Kiesett                            | Ádám Botond                        | Oláh Szandra                       | Gadó Anita                         |
| 3                  | Deaák Rebeka      | Don’t Start Now                 | Dua Lipa                          | Kiesett                            | Ádám Botond                        | Oláh Szandra                       | Gadó Anita                         |
| 4                  | Tomori Martina    | Turn Off the Light              | Nelly Furtado                     | Kiesett                            | Ádám Botond                        | Oláh Szandra                       | Gadó Anita                         |
| 5                  | Keresztes Klaudia | Valerie                         | Amy Winehouse                     | Kiesett                            | Ádám Botond                        | Oláh Szandra                       | Gadó Anita                         |
| 6                  | Túróczi Tamara    | Girls Just Want to Have Fun     | Cyndi Lauper                      | Kiesett                            | Ádám Botond                        | Oláh Szandra                       | Gadó Anita                         |
| 7                  | Kökény Dániel     | You Are Not Alone               | Michael Jackson                   | Szék → Kiesett → Továbbjutott      | Kökény Dániel                      | Oláh Szandra                       | Gadó Anita                         |
| 8                  | Kálóczi Réka      | Empire State of Mind (Part II)  | Alicia Keys                       | Szék → Továbbjutott → Visszalépett | Kökény Dániel                      | Oláh Szandra                       | Kálóczi Réka                       |
| 9                  | Boda Izabella     | Free Your Mind                  | Terry Ellis (En Vogue)            | Kiesett                            | Kökény Dániel                      | Oláh Szandra                       | Kálóczi Réka                       |
| 10                 | Bari László       | Caruso                          | Luciano Pavarotti                 | Szék → Továbbjutott                | Bari László                        | Oláh Szandra                       | Kálóczi Réka                       |

## Élő adások
Az első élő show 2022. október 9-én került képernyőre. Eredetileg Kálóczi Réka indult volna a versenyen, azonban sérülés miatt fel kellett adnia a versenyt. A helyét Kökény Dániel vette át. Az élő adások alatt a zsűri 1-től 10-ig pontozták a produkciókat, kivéve azt a mestert, akinek a versenyzője a színpadon van, így egy versenyző maximálisan 30 pontot kaphatott. A nézők kétféle módon szavazhattak: a TV2 Live applikációval első körben csak a produkciók ideje alatt, míg emelt díjas telefonhívással a teljes szavazási etap alatt. Egy emelt díjas telefonhívás az első három élő show-ban 3, a negyedik héttől 5 applikációs szavazattal volt egyenértékű. Az első szavazási etap lezárása után az összesített szavazatok alapján első helyen álló versenyző automatikusan továbbjutott a következő fordulóba, a többiekre pedig várt egy második körös nézői szavazás. Az első kettő szavazási etap után a két legkevesebb összesített szavazattal rendelkező versenyző a veszélyzónába került és a szavazataikat lenullázták, majd az a versenyző jutott tovább, aki a harmadik szavazási etapban, vagyis kétperces villámszavazáson több voksot kapott. A zsűri a közös produkciókat és a duetteket nem pontozta. A döntőben a zsűri nem pontozott, kizárólag a nézői szavazatok alakították ki a végeredményt. 

### Összesített eredmények
| Csapatok Köllő Babett csapata Majoros Péter „Majka” csapata Tóth Gabi csapata Pápai Joci csapata | Jelmagyarázat – A versenyző továbbjutott – A legtöbb szavazattal rendelkező versenyző (heti győztes) – A két legkevesebb szavazattal rendelkező, veszélyzónás versenyző, akiknek a sorsát egy kétperces villámszavazás döntötte el – A versenyző kiesett |

| #   | Versenyző | Versenyző       | 1. adás (október 9.) | 2. adás (október 16.) | 3. adás (október 23.) | 4. adás (október 30.) | 5. adás (november 6.) | 6. adás (november 13.) | 7. adás (november 20.) | 8. adás (november 27.) | 9. adás (december 4.) | 10. adás (december 11.) |
| --- | --------- | --------------- | -------------------- | --------------------- | --------------------- | --------------------- | --------------------- | ---------------------- | ---------------------- | ---------------------- | --------------------- | ----------------------- |
| 1.  |           | Kökény Dani     | Továbbjutott         | Továbbjutott          | Továbbjutott          | Továbbjutott          | Továbbjutott          | Továbbjutott           | Továbbjutott           | Továbbjutott           | Továbbjutott          | 1. helyezett döntőben   |
| 2.  |           | Kaly Roland     | Továbbjutott         | Továbbjutott          | Továbbjutott          | Továbbjutott          | Továbbjutott          | Továbbjutott           | Továbbjutott           | Továbbjutott           | Utolsó kettő          | 2. helyezett döntőben   |
| 3.  |           | Yulaysi Miranda | Továbbjutott         | Továbbjutott          | Továbbjutott          | Továbbjutott          | Továbbjutott          | Továbbjutott           | Továbbjutott           | Továbbjutott           | Továbbjutott          | 3. helyezett döntőben   |
| 4.  |           | Bari Laci       | Továbbjutott         | Továbbjutott          | Továbbjutott          | Továbbjutott          | Továbbjutott          | Utolsó kettő           | Továbbjutott           | Utolsó kettő           | Utolsó kettő          | Kiesett a 9. adásban    |
| 5.  |           | Jósa Tamás      | Továbbjutott         | Továbbjutott          | Továbbjutott          | Továbbjutott          | Utolsó kettő          | Továbbjutott           | Utolsó kettő           | Utolsó kettő           | Kiesett a 8. adásban  | Kiesett a 8. adásban    |
| 6.  |           | Szirtes Dávid   | Továbbjutott         | Továbbjutott          | Továbbjutott          | Továbbjutott          | Továbbjutott          | Továbbjutott           | Utolsó kettő           | Kiesett a 7. adásban   | Kiesett a 7. adásban  | Kiesett a 7. adásban    |
| 7.  |           | Tóth Napsugár   | Továbbjutott         | Továbbjutott          | Továbbjutott          | Továbbjutott          | Továbbjutott          | Utolsó kettő           | Kiesett a 6. adásban   | Kiesett a 6. adásban   | Kiesett a 6. adásban  | Kiesett a 6. adásban    |
| 8.  |           | Molnár Sanyi    | Továbbjutott         | Utolsó kettő          | Utolsó kettő          | Utolsó kettő          | Utolsó kettő          | Kiesett az 5. adásban  | Kiesett az 5. adásban  | Kiesett az 5. adásban  | Kiesett az 5. adásban | Kiesett az 5. adásban   |
| 9.  |           | Piltman Anna    | Utolsó kettő         | Továbbjutott          | Továbbjutott          | Utolsó kettő          | Kiesett a 4. adásban  | Kiesett a 4. adásban   | Kiesett a 4. adásban   | Kiesett a 4. adásban   | Kiesett a 4. adásban  | Kiesett a 4. adásban    |
| 10. |           | Oláh Szandra    | Továbbjutott         | Továbbjutott          | Utolsó kettő          | Kiesett a 3. adásban  | Kiesett a 3. adásban  | Kiesett a 3. adásban   | Kiesett a 3. adásban   | Kiesett a 3. adásban   | Kiesett a 3. adásban  | Kiesett a 3. adásban    |
| 11. |           | László Attila   | Továbbjutott         | Utolsó kettő          | Kiesett a 2. adásban  | Kiesett a 2. adásban  | Kiesett a 2. adásban  | Kiesett a 2. adásban   | Kiesett a 2. adásban   | Kiesett a 2. adásban   | Kiesett a 2. adásban  | Kiesett a 2. adásban    |
| 12. |           | Tímea Gőghová   | Utolsó kettő         | Kiesett az 1. adásban | Kiesett az 1. adásban | Kiesett az 1. adásban | Kiesett az 1. adásban | Kiesett az 1. adásban  | Kiesett az 1. adásban  | Kiesett az 1. adásban  | Kiesett az 1. adásban | Kiesett az 1. adásban   |

### 1. adás (október 9.)
- Közös produkció: Crazy What Love Can Do (Becky Hill, David Guetta, és Ella Henderson)

Kálóczi Réka eredetileg Oszvald Marika lett volna, azonban sérülés miatt fel kellett adnia a versenyt.
| #  | Előadó | Előadó          | Dal                        | Eredeti előadó            | Pontozás | Pontozás     | Pontozás  | Pontozás   | Pontozás | Első kör (Átváltott pontok) | Első kör (Átváltott pontok) | Első kör (Átváltott pontok) | Eredmény      |
| #  | Előadó | Előadó          | Dal                        | Eredeti előadó            |          |              |           |            | Összesen | Zsűri pontszám              | Közönség pontszám           | Összesen                    | Eredmény      |
| #  | Előadó | Előadó          | Dal                        | Eredeti előadó            | Majka    | Köllő Babett | Tóth Gabi | Pápai Joci | Összesen | Zsűri pontszám              | Közönség pontszám           | Összesen                    | Eredmény      |
| -- | ------ | --------------- | -------------------------- | ------------------------- | -------- | ------------ | --------- | ---------- | -------- | --------------------------- | --------------------------- | --------------------------- | ------------- |
| 1  |        | Oláh Szandra    | Starships                  | Nicki Minaj               | 9        | 8            | 8         | X          | 25       | 2                           | 8                           | 10                          | Továbbjutott  |
| 2  |        | László Attila   | Toy                        | Netta                     | X        | 9            | 9         | 9          | 27       | 7                           | 5                           | 12                          | Továbbjutott  |
| 3  |        | Tóth Napsugár   | Piros lett a pipacs virága | Bangó Margit              | 8        | X            | 9         | 10         | 27       | 7                           | 3                           | 10                          | Továbbjutott  |
| 4  |        | Bari Laci       | Breathe                    | Keith Flint (The Prodigy) | 7        | 10           | 10        | X          | 27       | 7                           | 6                           | 13                          | Továbbjutott  |
| 5  |        | Szirtes Dávid   | Peaches                    | Justin Bieber             | 7        | 8            | X         | 8          | 23       | 1                           | 10                          | 11                          | Továbbjutott  |
| 6  |        | Jósa Tamás      | The Best                   | Tina Turner               | 9        | 9            | X         | 9          | 27       | 7                           | 5                           | 12                          | Továbbjutott  |
| 7  |        | Piltman Anna    | Dark Horse                 | Katy Perry                | 9        | X            | 9         | 9          | 27       | 7                           | 2                           | 9                           | Utolsó előtti |
| 8  |        | Molnár Sanyi    | She Bangs                  | Ricky Martin              | 9        | X            | 10        | 9          | 28       | 8                           | 9                           | 17                          | Továbbjutott  |
| 9  |        | Yulaysi Miranda | Earth Song                 | Micheal Jackson           | X        | 10           | 10        | 9          | 29       | 9                           | 11                          | 20                          | Továbbjutott  |
| 10 |        | Kaly Roland     | Papaoutai                  | Stromae                   | X        | 10           | 10        | 10         | 30       | 12                          | 8                           | 20                          | Továbbjutott  |
| 11 |        | Tímea Gőghová   | Don’t Stop Me Now          | Freddie Mercury (Queen)   | 10       | 10           | X         | 10         | 30       | 12                          | 1                           | 13                          | Kiesett       |
| 12 |        | Kökény Dani     | Stay with Me               | Sam Smith                 | 10       | 10           | 10        | X          | 30       | 12                          | 12                          | 24                          | Továbbjutott  |

### 2. adás (október 16.)
- Közös produkció: Levitating (Dua Lipa)

| #  | Előadó | Előadó          | Dal                                            | Eredeti előadó                | Pontozás | Pontozás     | Pontozás  | Pontozás   | Pontozás | Első kör (Átváltott pontok) | Első kör (Átváltott pontok) | Első kör (Átváltott pontok) | Eredmény      |
| #  | Előadó | Előadó          | Dal                                            | Eredeti előadó                |          |              |           |            | Összesen | Zsűri pontszám              | Közönség pontszám           | Összesen                    | Eredmény      |
| #  | Előadó | Előadó          | Dal                                            | Eredeti előadó                | Majka    | Köllő Babett | Tóth Gabi | Pápai Joci | Összesen | Zsűri pontszám              | Közönség pontszám           | Összesen                    | Eredmény      |
| -- | ------ | --------------- | ---------------------------------------------- | ----------------------------- | -------- | ------------ | --------- | ---------- | -------- | --------------------------- | --------------------------- | --------------------------- | ------------- |
| 1  |        | Molnár Sanyi    | Áj lav jú / Túr dö flanc / Holiday Rap         | Geszti Péter (Rapülők)        | 8        | X            | 9         | 8          | 25       | 7                           | 2                           | 9                           | Utolsó előtti |
| 2  |        | Tóth Napsugár   | Ritual                                         | Rita Ora                      | 8        | X            | 8         | 9          | 25       | 7                           | 3                           | 10                          | Továbbjutott  |
| 3  |        | Kaly Roland     | Acapulco                                       | Jason Derulo                  | X        | 8            | 7         | 8          | 23       | 4                           | 9                           | 13                          | Továbbjutott  |
| 4  |        | Bari Laci       | About Damn Time                                | Lizzo                         | 10       | 10           | 10        | X          | 30       | 11                          | 4                           | 15                          | Továbbjutott  |
| 5  |        | Oláh Szandra    | Temperature                                    | Sean Paul                     | 8        | 8            | 8         | X          | 24       | 5                           | 1                           | 6                           | Továbbjutott  |
| 6  |        | László Attila   | Nem kell más                                   | Kasza Tibor                   | X        | 8            | 7         | 8          | 23       | 4                           | 5                           | 9                           | Kiesett       |
| 7  |        | Jósa Tamás      | It's Like That                                 | Darryl McDaniels (Run–D.M.C.) | 9        | 9            | X         | 9          | 27       | 9                           | 6                           | 15                          | Továbbjutott  |
| 8  |        | Piltman Anna    | Purple Rain / Kiss / Cream                     | Prince                        | 7        | X            | 7         | 7          | 21       | 1                           | 7                           | 8                           | Továbbjutott  |
| 9  |        | Kökény Dani     | Blinding Lights                                | The Weeknd                    | 7        | 8            | 8         | X          | 23       | 4                           | 11                          | 15                          | Továbbjutott  |
| 10 |        | Szirtes Dávid   | Jailhouse Rock                                 | Elvis Presley                 | 9        | 9            | X         | 9          | 27       | 9                           | 8                           | 17                          | Továbbjutott  |
| 11 |        | Yulaysi Miranda | She Wolf / Whenever, Wherever / Hips Don't Lie | Shakira                       | X        | 10           | 10        | 10         | 30       | 11                          | 11                          | 22                          | Továbbjutott  |

### 3. adás (október 23.)
A harmadik élő adásban jelent meg a műsor negyedik évadának első jelentkezési felhívása. 
- Közös produkció: Always Be There (Jonas Blue, Louisa Johnson)

| #  | Előadó | Előadó          | Dal                                       | Eredeti előadó                   | Pontozás | Pontozás     | Pontozás  | Pontozás   | Pontozás | Első kör (Átváltott pontok) | Első kör (Átváltott pontok) | Első kör (Átváltott pontok) | Eredmény     |
| #  | Előadó | Előadó          | Dal                                       | Eredeti előadó                   |          |              |           |            | Összesen | Zsűri pontszám              | Közönség pontszám           | Összesen                    | Eredmény     |
| #  | Előadó | Előadó          | Dal                                       | Eredeti előadó                   | Majka    | Köllő Babett | Tóth Gabi | Pápai Joci | Összesen | Zsűri pontszám              | Közönség pontszám           | Összesen                    | Eredmény     |
| -- | ------ | --------------- | ----------------------------------------- | -------------------------------- | -------- | ------------ | --------- | ---------- | -------- | --------------------------- | --------------------------- | --------------------------- | ------------ |
| 1  |        | Oláh Szandra    | Senorita /Havana / Bam Bam / Don't Go Yet | Camila Cabello                   | 9        | 8            | 8         | X          | 25       | 5                           | 1                           | 6                           | Kiesett      |
| 2  |        | Tóth Napsugár   | Numb                                      | Chester Bennington (Linkin Park) | 7        | X            | 7         | 7          | 21       | 1                           | 7                           | 8                           | Továbbjutott |
| 3  |        | Szirtes Dávid   | The Shoop Shoop Song (It’s in His Kiss)   | Cher                             | 10       | 9            | X         | 10         | 29       | 8                           | 4                           | 12                          | Továbbjutott |
| 4  |        | Molnár Sanyi    | Bye Bye Bye                               | Justin Timberlake (’N Sync)      | 6        | X            | 8         | 8          | 22       | 2                           | 2                           | 4                           | Utolsó kettő |
| 5  |        | Bari Laci       | Hófehér jaguár                            | Pély Barna (United)              | 10       | 10           | 10        | X          | 30       | 10                          | 5                           | 15                          | Továbbjutott |
| 6  |        | Piltman Anna    | Wrecking Ball                             | Miley Cyrus                      | 7        | X            | 8         | 8          | 23       | 3                           | 7                           | 10                          | Továbbjutott |
| 7  |        | Kökény Dani     | Gangnam Style                             | PSY                              | 9        | 8            | 8         | X          | 25       | 5                           | 10                          | 15                          | Továbbjutott |
| 8  |        | Yulaysi Miranda | Ragyog a szívem                           | Mohamed Fatima                   | X        | 10           | 10        | 10         | 30       | 10                          | 9                           | 19                          | Továbbjutott |
| 9  |        | Kaly Roland     | I Wanna Be Your Slave                     | Damiano David (Måneskin)         | X        | 9            | 9         | 9          | 27       | 6                           | 3                           | 9                           | Továbbjutott |
| 10 |        | Jósa Tamás      | Largo al factotum                         | Plácido Domingo                  | 10       | 10           | X         | 9          | 29       | 8                           | 8                           | 16                          | Továbbjutott |

### 4. adás (október 30.)
- Közös produkció: I’m Good (Blue) (Bebe Rexha, David Guetta)

| # | Előadó | Előadó          | Dal                         | Eredeti előadó                | Pontozás | Pontozás     | Pontozás  | Pontozás   | Pontozás | Első kör (Átváltott pontok) | Első kör (Átváltott pontok) | Első kör (Átváltott pontok) | Eredmény     |
| # | Előadó | Előadó          | Dal                         | Eredeti előadó                |          |              |           |            | Összesen | Zsűri pontszám              | Közönség pontszám           | Összesen                    | Eredmény     |
| # | Előadó | Előadó          | Dal                         | Eredeti előadó                | Majka    | Köllő Babett | Tóth Gabi | Pápai Joci | Összesen | Zsűri pontszám              | Közönség pontszám           | Összesen                    | Eredmény     |
| - | ------ | --------------- | --------------------------- | ----------------------------- | -------- | ------------ | --------- | ---------- | -------- | --------------------------- | --------------------------- | --------------------------- | ------------ |
| 1 |        | Piltman Anna    | Bulibáró                    | Kis Grófo                     | 10       | X            | 9         | 9          | 28       | 6                           | 1                           | 7                           | Kiesett      |
| 2 |        | Tóth Napsugár   | Try                         | Pink                          | 9        | X            | 9         | 9          | 27       | 4                           | 4                           | 8                           | Továbbjutott |
| 3 |        | Bari Laci       | Hey Ya!                     | André 3000 (Outkast)          | 9        | 9            | 10        | X          | 28       | 6                           | 3                           | 9                           | Továbbjutott |
| 4 |        | Jósa Tamás      | Jojó                        | Csepregi Éva (Neoton Família) | 9        | 9            | X         | 9          | 27       | 4                           | 5                           | 9                           | Továbbjutott |
| 5 |        | Molnár Sanyi    | Ringó vállú csengeri violám | Oszvald Marika                | 10       | X            | 9         | 10         | 29       | 7                           | 2                           | 9                           | Utolsó kettő |
| 6 |        | Szirtes Dávid   | Human                       | Rag’n’Bone Man                | 9        | 9            | X         | 9          | 27       | 4                           | 8                           | 12                          | Továbbjutott |
| 7 |        | Yulaysi Miranda | Lucille / Tutti Frutti      | Little Richard                | X        | 10           | 10        | 10         | 30       | 9                           | 6                           | 15                          | Továbbjutott |
| 8 |        | Kökény Dani     | Cake by the Ocean           | Joe Jonas (DNCE)              | 9        | 9            | 9         | X          | 27       | 4                           | 9                           | 13                          | Továbbjutott |
| 9 |        | Kaly Roland     | Rozsdás szög                | Presser Gábor                 | X        | 10           | 10        | 10         | 30       | 9                           | 7                           | 16                          | Továbbjutott |

### 5. adás (november 6.)
- Közös produkció: Shivers (Ed Sheeran)

| # | Előadó | Előadó          | Dal                         | Eredeti előadó                            | Pontozás | Pontozás     | Pontozás  | Pontozás   | Pontozás | Első kör (Átváltott pontok) | Első kör (Átváltott pontok) | Első kör (Átváltott pontok) | Eredmény     |
| # | Előadó | Előadó          | Dal                         | Eredeti előadó                            |          |              |           |            | Összesen | Zsűri pontszám              | Közönség pontszám           | Összesen                    | Eredmény     |
| # | Előadó | Előadó          | Dal                         | Eredeti előadó                            | Majka    | Köllő Babett | Tóth Gabi | Pápai Joci | Összesen | Zsűri pontszám              | Közönség pontszám           | Összesen                    | Eredmény     |
| - | ------ | --------------- | --------------------------- | ----------------------------------------- | -------- | ------------ | --------- | ---------- | -------- | --------------------------- | --------------------------- | --------------------------- | ------------ |
| 1 |        | Tóth Napsugár   | Move in the Right Direction | Beth Ditto (Gossip)                       | 8        | X            | 7         | 7          | 22       | 1                           | 7                           | 8                           | Továbbjutott |
| 2 |        | Molnár Sanyi    | Kung Fu Fighting            | Cee Lo Green                              | 8        | X            | 8         | 8          | 24       | 3                           | 1                           | 4                           | Kiesett      |
| 3 |        | Kaly Roland     | A jó, a rossz és a Kartel   | Ganxsta Zolee (Ganxsta Zolee és a Kartel) | X        | 10           | 10        | 10         | 30       | 8                           | 4                           | 12                          | Továbbjutott |
| 4 |        | Yulaysi Miranda | I Like It                   | Cardi B                                   | X        | 10           | 10        | 10         | 30       | 8                           | 6                           | 14                          | Továbbjutott |
| 5 |        | Bari Laci       | Fekszem az ágyon            | Demjén Ferenc                             | 9        | 9            | 9         | X          | 27       | 5                           | 2                           | 7                           | Továbbjutott |
| 6 |        | Kökény Dani     | Get Lucky                   | Pharrell Williams                         | 7        | 8            | 8         | X          | 23       | 2                           | 8                           | 10                          | Továbbjutott |
| 7 |        | Szirtes Dávid   | Pump Up the Jam             | Felly Kilingi (Technotronic)              | 8        | 9            | X         | 9          | 26       | 4                           | 5                           | 9                           | Továbbjutott |
| 8 |        | Jósa Tamás      | Dream On                    | Steven Tyler (Aerosmith)                  | 10       | 10           | X         | 10         | 30       | 8                           | 3                           | 11                          | Utolsó kettő |

- Extra produkció: Zalatnay Sarolta és DR BRS – Várlak még

### 6. adás (november 13.)
A hatodik élő show-ban a versenyzők egy egyéni produkcióval és egy versenytársaikkal közös produkcióval léptek színpadra. A közös produkciókat a zsűri nem pontozta.
- Közös produkció: Kiss My (Uh Oh) (Anne-Marie és Little Mix)

| #                | Előadó | Előadó          | Dal                                         | Eredeti előadó                  | Eredeti előadó                  | Pontozás           | Pontozás           | Pontozás           | Pontozás           | Pontozás           | Átváltott pontok   | Átváltott pontok   | Átváltott pontok   | Eredmény           |
| #                | Előadó | Előadó          | Dal                                         | Eredeti előadó                  | Eredeti előadó                  |                    |                    |                    |                    | Összesen           | Zsűri pontszám     | Közönség pontszám  | Összesen           | Eredmény           |
| #                | Előadó | Előadó          | Dal                                         | Eredeti előadó                  | Eredeti előadó                  | Majka              | Köllő Babett       | Tóth Gabi          | Pápai Joci         | Összesen           | Zsűri pontszám     | Közönség pontszám  | Összesen           | Eredmény           |
| ---------------- | ------ | --------------- | ------------------------------------------- | ------------------------------- | ------------------------------- | ------------------ | ------------------ | ------------------ | ------------------ | ------------------ | ------------------ | ------------------ | ------------------ | ------------------ |
| 1                |        | Jósa Tamás      | Pump It                                     | Will.i.am (The Black Eyed Peas) | Will.i.am (The Black Eyed Peas) | 9                  | 9                  | X                  | 8                  | 26                 | 2                  | 4                  | 6                  | Továbbjutott       |
| 2                |        | Szirtes Dávid   | Koccintós                                   | Varga Viktor                    | Varga Viktor                    | 10                 | 10                 | X                  | 10                 | 30                 | 7                  | 1                  | 8                  | Továbbjutott       |
| 3                |        | Kökény Dani     | Hello, Dolly!                               | Louis Armstrong                 | Louis Armstrong                 | 9                  | 10                 | 10                 | X                  | 29                 | 3                  | 7                  | 10                 | Továbbjutott       |
| 4                |        | Bari Laci       | Respect                                     | Aretha Franklin                 | Aretha Franklin                 | 10                 | 10                 | 10                 | X                  | 30                 | 7                  | 2                  | 9                  | Utolsó kettő       |
| 5                |        | Yulaysi Miranda | Changing                                    | Paloma Faith                    | Paloma Faith                    | X                  | 10                 | 10                 | 10                 | 30                 | 7                  | 5                  | 12                 | Továbbjutott       |
| 6                |        | Tóth Napsugár   | So Am I / Sweet but Psycho / Kings & Queens | Ava Max                         | Ava Max                         | 7                  | X                  | 9                  | 9                  | 25                 | 1                  | 4                  | 5                  | Kiesett            |
| 7                |        | Kaly Roland     | Running                                     | Kállay-Saunders András          | Kállay-Saunders András          | X                  | 10                 | 10                 | 10                 | 30                 | 7                  | 6                  | 13                 | Továbbjutott       |
| Közös produkciók |        |                 |                                             |                                 |                                 |                    |                    |                    |                    |                    |                    |                    |                    |                    |
| 8                |        | Tóth Napsugár   | Nem adlak kölcsön                           | Tóth Tamás                      | (Bubble Gum)                    | A zsűri nem szavaz | A zsűri nem szavaz | A zsűri nem szavaz | A zsűri nem szavaz | A zsűri nem szavaz | A zsűri nem szavaz | A zsűri nem szavaz | A zsűri nem szavaz | A zsűri nem szavaz |
| 8                |        | Yulaysi Miranda | Nem adlak kölcsön                           | Sípos Zsuzsanna                 | (Bubble Gum)                    | A zsűri nem szavaz | A zsűri nem szavaz | A zsűri nem szavaz | A zsűri nem szavaz | A zsűri nem szavaz | A zsűri nem szavaz | A zsűri nem szavaz | A zsűri nem szavaz | A zsűri nem szavaz |
| 8                |        | Kökény Dani     | Nem adlak kölcsön                           | Horváth Richárd                 | (Bubble Gum)                    | A zsűri nem szavaz | A zsűri nem szavaz | A zsűri nem szavaz | A zsűri nem szavaz | A zsűri nem szavaz | A zsűri nem szavaz | A zsűri nem szavaz | A zsűri nem szavaz | A zsűri nem szavaz |
| 8                |        | Szirtes Dávid   | Nem adlak kölcsön                           | Kis Nikolett                    | (Bubble Gum)                    | A zsűri nem szavaz | A zsűri nem szavaz | A zsűri nem szavaz | A zsűri nem szavaz | A zsűri nem szavaz | A zsűri nem szavaz | A zsűri nem szavaz | A zsűri nem szavaz | A zsűri nem szavaz |
| 9                |        | Bari Laci       | Buttons                                     | Nicole Scherzinger              | (Pussycat Dolls)                | A zsűri nem szavaz | A zsűri nem szavaz | A zsűri nem szavaz | A zsűri nem szavaz | A zsűri nem szavaz | A zsűri nem szavaz | A zsűri nem szavaz | A zsűri nem szavaz | A zsűri nem szavaz |
| 9                |        | Jósa Tamás      | Buttons                                     | Jessica Sutta                   | (Pussycat Dolls)                | A zsűri nem szavaz | A zsűri nem szavaz | A zsűri nem szavaz | A zsűri nem szavaz | A zsűri nem szavaz | A zsűri nem szavaz | A zsűri nem szavaz | A zsűri nem szavaz | A zsűri nem szavaz |
| 9                |        | Kaly Roland     | Buttons                                     | Kimberly Wyatt                  | (Pussycat Dolls)                | A zsűri nem szavaz | A zsűri nem szavaz | A zsűri nem szavaz | A zsűri nem szavaz | A zsűri nem szavaz | A zsűri nem szavaz | A zsűri nem szavaz | A zsűri nem szavaz | A zsűri nem szavaz |

### 7. adás (november 20.)
A hetedik élő show-ban a versenyzők egy szólóprodukcióval és egy versenytársukkal alkotott duettel léptek színpadra. A duetteket a zsűri nem pontozta.
- Közös produkció: When I’m Gone (Alesso és Katy Perry)

| #                | Előadó | Előadó          | Dal                    | Eredeti előadó                 | Eredeti előadó                 | Pontozás           | Pontozás           | Pontozás           | Pontozás           | Pontozás           | Átváltott pontok   | Átváltott pontok   | Átváltott pontok   | Eredmény           |
| #                | Előadó | Előadó          | Dal                    | Eredeti előadó                 | Eredeti előadó                 |                    |                    |                    |                    | Összesen           | Zsűri pontszám     | Közönség pontszám  | Összesen           | Eredmény           |
| #                | Előadó | Előadó          | Dal                    | Eredeti előadó                 | Eredeti előadó                 | Majka              | Köllő Babett       | Tóth Gabi          | Pápai Joci         | Összesen           | Zsűri pontszám     | Közönség pontszám  | Összesen           | Eredmény           |
| ---------------- | ------ | --------------- | ---------------------- | ------------------------------ | ------------------------------ | ------------------ | ------------------ | ------------------ | ------------------ | ------------------ | ------------------ | ------------------ | ------------------ | ------------------ |
| 1                |        | Yulaysi Miranda | Dance Monkey           | Tones and I                    | Tones and I                    | X                  | 10                 | 10                 | 10                 | 30                 | 6                  | 3                  | 9                  | Továbbjutott       |
| 2                |        | Jósa Tamás      | Reptér                 | Korda György                   | Korda György                   | 10                 | 10                 | X                  | 10                 | 30                 | 6                  | 2                  | 8                  | Utolsó kettő       |
| 3                |        | Szirtes Dávid   | Radioactive            | Dan Reynolds (Imagine Dragons) | Dan Reynolds (Imagine Dragons) | 8                  | 9                  | X                  | 9                  | 26                 | 1                  | 1                  | 2                  | Kiesett            |
| 4                |        | Kökény Dani     | Bad Romance            | Lady Gaga                      | Lady Gaga                      | 10                 | 10                 | 9                  | X                  | 29                 | 3                  | 6                  | 9                  | Továbbjutott       |
| 5                |        | Kaly Roland     | Better Now             | Post Malone                    | Post Malone                    | X                  | 9                  | 9                  | 9                  | 27                 | 2                  | 5                  | 7                  | Továbbjutott       |
| 6                |        | Bari Laci       | A boldogság te vagy    | Takács Nikolas                 | Takács Nikolas                 | 10                 | 10                 | 10                 | X                  | 30                 | 6                  | 4                  | 10                 | Továbbjutott       |
| Duett produkciók |        |                 |                        |                                |                                |                    |                    |                    |                    |                    |                    |                    |                    |                    |
| 7                |        | Szirtes Dávid   | Úristen                | Marics Peti                    | (VALMAR)                       | A zsűri nem szavaz | A zsűri nem szavaz | A zsűri nem szavaz | A zsűri nem szavaz | A zsűri nem szavaz | A zsűri nem szavaz | A zsűri nem szavaz | A zsűri nem szavaz | A zsűri nem szavaz |
| 7                |        | Kökény Dani     | Úristen                | Valkusz Milán                  | (VALMAR)                       | A zsűri nem szavaz | A zsűri nem szavaz | A zsűri nem szavaz | A zsűri nem szavaz | A zsűri nem szavaz | A zsűri nem szavaz | A zsűri nem szavaz | A zsűri nem szavaz | A zsűri nem szavaz |
| 8                |        | Jósa Tamás      | Brother Louie          | Dieter Bohlen                  | (Modern Talking)               | A zsűri nem szavaz | A zsűri nem szavaz | A zsűri nem szavaz | A zsűri nem szavaz | A zsűri nem szavaz | A zsűri nem szavaz | A zsűri nem szavaz | A zsűri nem szavaz | A zsűri nem szavaz |
| 8                |        | Bari Laci       | Brother Louie          | Thomas Anders                  | (Modern Talking)               | A zsűri nem szavaz | A zsűri nem szavaz | A zsűri nem szavaz | A zsűri nem szavaz | A zsűri nem szavaz | A zsűri nem szavaz | A zsűri nem szavaz | A zsűri nem szavaz | A zsűri nem szavaz |
| 9                |        | Kaly Roland     | Beneath Your Beautiful | Labrinth                       | Labrinth                       | A zsűri nem szavaz | A zsűri nem szavaz | A zsűri nem szavaz | A zsűri nem szavaz | A zsűri nem szavaz | A zsűri nem szavaz | A zsűri nem szavaz | A zsűri nem szavaz | A zsűri nem szavaz |
| 9                |        | Yulaysi Miranda | Beneath Your Beautiful | Emeli Sandé                    | Emeli Sandé                    | A zsűri nem szavaz | A zsűri nem szavaz | A zsűri nem szavaz | A zsűri nem szavaz | A zsűri nem szavaz | A zsűri nem szavaz | A zsűri nem szavaz | A zsűri nem szavaz | A zsűri nem szavaz |

### 8. adás (november 27.)
A nyolcadik élő show-ban a versenyzők két szólóprodukcióval lépnek színpadra. Az első produkciót a versenyzőknek a mestereik választották ki a gép által kisorsolt három előadó közül, a második megformálandó előadót maguk a versenyzők választhatták.
- Közös produkció: Sunday Night (Holy Molly és LIZOT)

| #  | Előadó          | Előadó          | Dal                                | Eredeti előadó | Pontozás | Pontozás     | Pontozás  | Pontozás   | Pontozás | Első kör (Átváltott pontok) | Első kör (Átváltott pontok) | Első kör (Átváltott pontok) | Eredmény     |
| #  | Előadó          | Előadó          | Dal                                | Eredeti előadó |          |              |           |            | Összesen | Zsűri pontszám              | Közönség pontszám           | Összesen                    | Eredmény     |
| #  | Előadó          | Előadó          | Dal                                | Eredeti előadó | Majka    | Köllő Babett | Tóth Gabi | Pápai Joci | Összesen | Zsűri pontszám              | Közönség pontszám           | Összesen                    | Eredmény     |
| -- | --------------- | --------------- | ---------------------------------- | -------------- | -------- | ------------ | --------- | ---------- | -------- | --------------------------- | --------------------------- | --------------------------- | ------------ |
| 1  |                 | Kaly Roland     | If I Only Knew                     | Tom Jones      | X        | 9            | 9         | 9          | 57       | 2                           | 4                           | 6                           | Továbbjutott |
| 10 | Cose della vita | Kaly Roland     | Eros Ramazzotti                    | X              | 10       | 10           | 10        |            | 57       | 2                           | 4                           | 6                           | Továbbjutott |
| 2  |                 | Kökény Dani     | In da Club                         | 50 Cent        | 7        | 8            | 7         | X          | 52       | 1                           | 5                           | 6                           | Továbbjutott |
| 6  | Four Moods      | Kökény Dani     | Azahriah                           | 10             | 10       | 10           | X         |            | 52       | 1                           | 5                           | 6                           | Továbbjutott |
| 3  |                 | Bari Laci       | Hot Stuff                          | Donna Summer   | 10       | 10           | 10        | X          | 59       | 5                           | 1                           | 6                           | Utolsó kettő |
| 8  | Özönvíz         | Bari Laci       | Pápai Joci                         | 10             | 9        | 10           | X         |            | 59       | 5                           | 1                           | 6                           | Utolsó kettő |
| 4  |                 | Yulaysi Miranda | El Anillo / Una Noche Más          | Jennifer Lopez | X        | 10           | 10        | 10         | 58       | 4                           | 3                           | 7                           | Továbbjutott |
| 9  | September       | Yulaysi Miranda | Maurice White (Earth, Wind & Fire) | X              | 10       | 9            | 9         |            | 58       | 4                           | 3                           | 7                           | Továbbjutott |
| 5  |                 | Jósa Tamás      | Homok a szélben                    | Balázs Fecó    | 10       | 10           | X         | 10         | 58       | 4                           | 2                           | 6                           | Kiesett      |
| 7  | True Survivor   | Jósa Tamás      | David Hasselhoff                   | 9              | 9        | X            | 10        |            | 58       | 4                           | 2                           | 6                           | Kiesett      |

### 9. adás – Elődöntő (december 4.)
Az elődöntőben a versenyzők egy szólóprodukcióval és a Sztárban sztár leszek! előző évadának egy-egy versenyzőjével alkotott duettel léptek színpadra.
- Közös produkció: Hazatalálsz (Rúzsa Magdolna)

| # | Előadó                                       | Előadó          | Dal                             | Eredeti előadó | Pontozás | Pontozás     | Pontozás  | Pontozás   | Pontozás | Első kör (Átváltott pontok) | Első kör (Átváltott pontok) | Első kör (Átváltott pontok) | Eredmény     |
| # | Előadó                                       | Előadó          | Dal                             | Eredeti előadó |          |              |           |            | Összesen | Zsűri pontszám              | Közönség pontszám           | Összesen                    | Eredmény     |
| # | Előadó                                       | Előadó          | Dal                             | Eredeti előadó | Majka    | Köllő Babett | Tóth Gabi | Pápai Joci | Összesen | Zsűri pontszám              | Közönség pontszám           | Összesen                    | Eredmény     |
| - | -------------------------------------------- | --------------- | ------------------------------- | -------------- | -------- | ------------ | --------- | ---------- | -------- | --------------------------- | --------------------------- | --------------------------- | ------------ |
| 1 |                                              | Kökény Dani     | Beautiful Monster               | Ne-Yo          | 8        | 9            | 8         | X          | 55       | 1                           | 4                           | 5                           | Továbbjutott |
| 7 | Oda vagyok magáért (duett Venczli Zórával)   | Kökény Dani     | Jávor Pál és Ágay Irén          | 10             | 10       | 10           | X         |            | 55       | 1                           | 4                           | 5                           | Továbbjutott |
| 2 |                                              | Bari Laci       | HUMBLE.                         | Kendrick Lamar | 10       | 10           | 9         | X          | 59       | 2                           | 1                           | 3                           | Kiesett      |
| 5 | Nekem férfi kell (duett Gábor Márkóval)      | Bari Laci       | Patkó Béla Kiki és Zoltán Erika | 10             | 10       | 10           | X         |            | 59       | 2                           | 1                           | 3                           | Kiesett      |
| 3 |                                              | Kaly Roland     | Gondolsz-e rám?                 | Somló Tamás    | X        | 10           | 10        | 10         | 60       | 4                           | 2                           | 6                           | Utolsó kettő |
| 8 | Crazy in Love (duett Szakács Szilviával)     | Kaly Roland     | Jay-Z és Beyoncé Knowles        | X              | 10       | 10           | 10        |            | 60       | 4                           | 2                           | 6                           | Utolsó kettő |
| 4 |                                              | Yulaysi Miranda | I Will Survive                  | Gloria Gaynor  | X        | 10           | 10        | 10         | 60       | 4                           | 3                           | 7                           | Továbbjutott |
| 6 | Love the Way You Lie (duett Hadas Alfréddal) | Yulaysi Miranda | Rihanna és Eminem               | X              | 10       | 10           | 10        |            | 60       | 4                           | 3                           | 7                           | Továbbjutott |

- Extra produkció: Tóth Gabi és a Fricska – Szívbeemelő

### 10. adás – Döntő (december 11.)
A döntőben a versenyzők egy egyéni produkcióval és egy vendégelőadóval alkotott duettel léptek színpadra. A zsűri nem pontozott, csak szóban mondtak véleményt a produkciókról, kizárólag a nézői szavazatok döntötték el a versenyzők sorsát.
- Közös produkció: Never Gonna Not Dance Again (Pink)

| # | Előadó                                   | Előadó          | Dal                 | Eredeti előadó  | Eredmény     |
| - | ---------------------------------------- | --------------- | ------------------- | --------------- | ------------ |
| 1 |                                          | Kökény Dani     | Hit the Road Jack   | Ray Charles     | 1. helyezett |
| 6 | Petőfi Sándor (duett Halastyák Fannival) | Kökény Dani     | Laskai Lili "Lil G" |                 | 1. helyezett |
| 2 |                                          | Kaly Roland     | Feel                | Robbie Williams | 2. helyezett |
| 5 | Őrizd az álmod (duett Vastag Csabával)   | Kaly Roland     | Vastag Tamás        |                 | 2. helyezett |
| 3 |                                          | Yulaysi Miranda | Listen              | Beyoncé Knowles | 3. helyezett |
| 4 | Egyedül (duett Sugár Bertalannal)        | Yulaysi Miranda | Váczi Eszter        |                 | 3. helyezett |

- Extra produkciók:

| Előadók       | Dal                  | Eredeti előadók | Eredeti előadók  |
| ------------- | -------------------- | --------------- | ---------------- |
| Tóth Napsugár | Jump                 | Cheryl Cole     | (Girls Aloud)    |
| Piltman Anna  | Jump                 | Sarah Harding   | (Girls Aloud)    |
| Oláh Szandra  | Jump                 | Nadine Coyle    | (Girls Aloud)    |
| Tímea Gőghová | Jump                 | Kimberley Walsh | (Girls Aloud)    |
| Kálóczi Réka  | Jump                 | Nicola Roberts  | (Girls Aloud)    |
| Bari Laci     | Macho Man / Y.M.C.A. | Glenn Hughes    | (Village People) |
| Jósa Tamás    | Macho Man / Y.M.C.A. | Felipe Rose     | (Village People) |
| Szirtes Dávid | Macho Man / Y.M.C.A. | Alex Briley     | (Village People) |
| Molnár Sanyi  | Macho Man / Y.M.C.A. | Randy Jones     | (Village People) |
| László Attila | Macho Man / Y.M.C.A. | David Hodo      | (Village People) |

- Pápai Joci – Az utolsó tánc

A nézői szavazatok alapján a harmadik évadot Kökény Dani nyerte, így övé lett a 10 millió forintos fődíj és a „Magyarország legsokoldalúbb előadóművésze” cím 2022-ben.

## Nézettség
A +4-es adatok a teljes lakosságra, a 18–59-es adatok a célközönségre vonatkoznak. A táblázat csak a TV2 által főműsoridőben sugárzott adások adatait mutatja.
| Epizód                 | Vetítés              | Teljes lakosság (+4) | Teljes lakosság (+4) | Teljes lakosság (+4) | Célközönség (18–59) | Célközönség (18–59) | Célközönség (18–59) | Forrás |
| Epizód                 | Vetítés              | AMR (fő)             | SHR (%)              | Heti helyezés        | AMR (fő)            | SHR (%)             | Heti helyezés       | Forrás |
| ---------------------- | -------------------- | -------------------- | -------------------- | -------------------- | ------------------- | ------------------- | ------------------- | ------ |
| 1. válogató            | 2022. szeptember 4.  | 930 255              | 23,2                 | 2.                   | 451 395             | 22,6                | 2.                  | [ 5 ]  |
| 2. válogató            | 2022. szeptember 11. | 1 064 344            | 25,4                 | 1.                   | 532 058             | 24,9                | 1.                  | [ 6 ]  |
| 3. válogató            | 2022. szeptember 18. | 1 159 911            | 26,9                 | 1.                   | 606 878             | 27,0                | 1.                  | [ 7 ]  |
| 4. válogató            | 2022. szeptember 25. | 1 224 709            | 28,0                 | 1.                   | 621 168             | 27,2                | 2.                  | [ 8 ]  |
| 1. középdöntő          | 2022. október 1.     | 808 903              | 20,1                 | 4.                   | 370 416             | 17,2                | 6.                  | [ 9 ]  |
| 2. középdöntő          | 2022. október 2.     | 1 192 474            | 27,8                 | 1.                   | 618 988             | 27,2                | 1.                  | [ 9 ]  |
| 1. élő show            | 2022. október 9.     | 1 058 526            | 28,6                 | 1.                   | 544 777             | 27,1                | 1.                  | [ 10 ] |
| 2. élő show            | 2022. október 16.    | 946 142              | 23,3                 | 1.                   | 477 199             | 22,0                | 1.                  | [ 11 ] |
| 3. élő show            | 2022. október 23.    | 910 458              | 21,6                 | 1.                   | 426 712             | 19,1                | 1.                  | [ 12 ] |
| 4. élő show            | 2022. október 30.    | 893 515              | 22,0                 | 1.                   | 422 002             | 20,5                | 1.                  | [ 13 ] |
| 5. élő show            | 2022. november 6.    | 961 758              | 22,6                 | 1.                   | 447 339             | 19,8                | 1.                  | [ 14 ] |
| 6. élő show            | 2022. november 13.   | 943 263              | 23,8                 | 1.                   | 457 950             | 21,6                | 1.                  | [ 15 ] |
| 7. élő show            | 2022. november 20.   | 953 284              | 22,8                 | 1.                   | 460 764             | 20,5                | 1.                  | [ 16 ] |
| 8. élő show            | 2022. november 27.   | 930 180              | 22,1                 | 1.                   | 423 263             | 18,5                | 2.                  | [ 17 ] |
| 9. élő show (Elődöntő) | 2022. december 4.    | 944 170              | 23,2                 | 1.                   | 421 563             | 19,5                | 1.                  | [ 18 ] |
| 10. élő show (Döntő)   | 2022. december 11.   | 1 067 836            | 22,0                 | 1.                   | 482 549             | 25,6                | 2.                  | [ 19 ] |